# Рожеріу Дутра Сілва
Рожеріу Дутра Сілва (порт. Rogério Dutra Silva; нар. 3 лютого 1984) — колишній бразильський тенісист.
Найвищу одиночну позицію світового рейтингу — 63 місце досяг 24 липня 2017, парну — 84 місце — 26 лютого 2018 року.
Здобув 1 парний титул.
Найвищим досягненням на турнірах Великого шолома був чвертьфінал в парному розряді.
Завершив кар'єру 2022 року.

## Фінали турнірів ATP за кар'єру

### Парний розряд: 3 (1–2)
| Легенда                                     |
| ------------------------------------------- |
| Турніри Великого шолома (0–0)               |
| Фінали Світового туру ATP (0–0)             |
| Серія Мастерс 1000 Світового Туру ATP (0–0) |
| Серія 500 Світового туру ATP (0–2)          |
| Серія 250 Світового туру ATP (1–0)          |

| Титули за покриттям |
| ------------------- |
| Тверде (0–0)        |
| Ґрунт (1–2)         |
| Трава (0–0)         |

| Титули за типом корту |
| --------------------- |
| Відкритий (1–2)       |
| Закритий (0–0)        |

| Результат | В-П | Дата     | Турнір                                   | Рівень    | Покриття | Партнер                    | Суперники                        | Рахунок               |
| --------- | --- | -------- | ---------------------------------------- | --------- | -------- | -------------------------- | -------------------------------- | --------------------- |
| Поразка   | 0–1 | Лип 2012 | Відкритий чемпіонат Німеччини, Німеччина | Серія 500 | Ґрунт    | Даніель Муньйос де ла Нава | Давід Марреро Фернандо Вердаско  | 4–6, 3–6              |
| Перемога  | 1–1 | Бер 2017 | Brasil Open, Бразилія                    | Серія 250 | Ґрунт    | Андре Са                   | Маркус Даніелл Марсело Демолінер | 7–6(7–5), 5–7, [10–7] |
| Поразка   | 1–2 | Лют 2019 | Rio Open, Бразилія                       | Серія 500 | Ґрунт    | Томас Беллуччі             | Максімо Гонсалес Ніколас Джаррі  | 7–6(7–3), 3–6, [7–10] |

## Фінали челленджерів і ф'ючерсів

### Одиночний розряд: 37 (20–17)
| Легенда (одиночний розряд) |
| -------------------------- |
| Тур ATP Челленджер (11–13) |
| Тур ITF Ф'ючерс (9–4)      |

| Титули за покриттям |
| ------------------- |
| Тверде (3–2)        |
| Ґрунт (17–14)       |
| Трава (0–0)         |

| Результат | В-П   | Дата     | Турнір                      | Рівень     | Покриття | Суперник            | Рахунок                  |
| --------- | ----- | -------- | --------------------------- | ---------- | -------- | ------------------- | ------------------------ |
| Поразка   | 0–1   | Вер 2005 | Бразилія F10, Флоріанополіс | Ф'ючерс    | Ґрунт    | Бруну Роза          | 6–2, 3–6, 1–6            |
| Поразка   | 0–2   | Кві 2006 | Італія F9, Рим              | Ф'ючерс    | Ґрунт    | Антоніо Пасторіно   | 7–5, 5–7, 2–6            |
| Перемога  | 1–2   | Тра 2006 | Бразилія F3, Шапеко         | Ф'ючерс    | Ґрунт    | Мартін Віларрубі    | 6–2, 6–4                 |
| Перемога  | 2–2   | Чер 2006 | Бразилія F4, Пірасікаба     | Ф'ючерс    | Ґрунт    | Джованні Лапентті   | 6–0, 2–6, 7–6(7–2)       |
| Перемога  | 3–2   | Чер 2006 | Бразилія F5, Сорокаба       | Ф'ючерс    | Ґрунт    | Сантьяго Хіральдо   | 6–4, 6–1                 |
| Перемога  | 4–2   | Тра 2008 | Бразилія F2, Іту            | Ф'ючерс    | Ґрунт    | Андре Гем           | 7–6(7–4), 4–6, 6–4       |
| Перемога  | 5–2   | Тра 2008 | Бразилія F3, Сан-Роке       | Ф'ючерс    | Ґрунт    | Андре Мієле         | 5–7, 6–2, 6–4            |
| Перемога  | 6–2   | Чер 2008 | Бразилія F7, Гуарульюс      | Ф'ючерс    | Ґрунт    | Даніел Сілва        | 6–0, 6–1                 |
| Перемога  | 7–2   | Чер 2008 | Бразилія F8, Куяба          | Ф'ючерс    | Ґрунт    | Даніел Сілва        | 6–1, 6–7(2–7), 6–0       |
| Поразка   | 7–3   | Лис 2008 | Бразилія F27, Порту-Алегрі  | Ф'ючерс    | Ґрунт    | Жуліо Сілва         | 6–7(5–7), 1–6            |
| Поразка   | 7–4   | Тра 2009 | Блуменау, Бразилія          | Челленджер | Ґрунт    | Марсело Демолінер   | 1–6, 0–6                 |
| Поразка   | 7–5   | Лип 2010 | Бразилія F12, Сорокаба      | Ф'ючерс    | Ґрунт    | Кайо Замп'єрі       | 2–6, 7–5, 6–7(4–7)       |
| Перемога  | 8–5   | Лип 2010 | Бразилія F16, Жундіаї       | Ф'ючерс    | Ґрунт    | Фернандо Ромболі    | 6–3, 7–5                 |
| Перемога  | 9–5   | Сер 2010 | Бразилія F21, Кампу-Гранді  | Ф'ючерс    | Ґрунт    | Еладіу Рібейру Нету | 6–7(9–11), 7–5, 4–0 ret. |
| Перемога  | 10–5  | Жов 2010 | Белу-Оризонті, Бразилія     | Челленджер | Тверде   | Факундо Аргуельйо   | 6–4, 6–3                 |
| Поразка   | 10–6  | Кві 2011 | Перейра, Колумбія           | Челленджер | Ґрунт    | Паоло Лоренці       | 5–7, 2–6                 |
| Перемога  | 11–6  | Сер 2011 | Кампус-ду-Жордан, Бразилія  | Челленджер | Тверде   | Ізак ван дер Мерве  | 6–4, 6–7(5–7), 6–3       |
| Поразка   | 11–7  | Жов 2011 | Ресіфі, Бразилія            | Челленджер | Тверде   | Рікардо Мелло       | 6–7(5–7), 3–6            |
| Перемога  | 12–7  | Лип 2012 | Панама, Панама              | Челленджер | Ґрунт    | Пітер Поланскі      | 6–3, 6–0                 |
| Поразка   | 12–8  | Січ 2013 | Сан-Паулу, Бразилія         | Челленджер | Тверде   | Орасіо Себальйос    | 6–7(5–7), 2–6            |
| Перемога  | 13–8  | Кві 2013 | Ітажаї, Бразилія            | Челленджер | Ґрунт    | Йозеф Ковалік       | 4–6, 6–3, 6–1            |
| Поразка   | 13–9  | Кві 2013 | Сантус, Бразилія            | Челленджер | Ґрунт    | Гаштан Еліаш        | 6–4, 2–6, 0–6            |
| Перемога  | 14–9  | Кві 2014 | Сан-Паулу, Бразилія         | Челленджер | Ґрунт    | Блаж Рола           | 6–4, 6–2                 |
| Поразка   | 14–10 | Чер 2015 | Мілан, Італія               | Челленджер | Ґрунт    | Федеріко Дельбоніс  | 1–6, 6–7(6–8)            |
| Перемога  | 15–10 | Сер 2015 | Прага, Чехія                | Челленджер | Ґрунт    | Раду Албот          | 6–2, 6–7(5–7), 6–4       |
| Поразка   | 15–11 | Вер 2015 | Барранкілья, Колумбія       | Челленджер | Ґрунт    | Борна Чорич         | 4–6, 1–6                 |
| Перемога  | 16–11 | Жов 2015 | Сантьяго, Чилі              | Челленджер | Ґрунт    | Орасіо Себальйос    | 7–5, 3–6, 7–5            |
| Поразка   | 16–12 | Бер 2016 | Сантьяго, Чилі              | Челленджер | Ґрунт    | Факундо Баньїс      | 7–6(7–3), 4–6, 3–6       |
| Перемога  | 17–12 | Тра 2016 | Бордо, Франція              | Челленджер | Ґрунт    | Бйорн Фратанджело   | 6–3, 6–1                 |
| Поразка   | 17–13 | Вер 2016 | Барранкілья, Колумбія       | Челленджер | Ґрунт    | Дієго Шварцман      | 4–6, 1–6                 |
| Поразка   | 17–14 | Жов 2016 | Сантьяго, Чилі              | Челленджер | Ґрунт    | Максімо Гонсалес    | 2–6, 6–7(5–7)            |
| Поразка   | 17–15 | Лис 2016 | Монтевідео, Уругвай         | Челленджер | Ґрунт    | Дієго Шварцман      | 4–6, 1–6                 |
| Перемога  | 18–15 | Бер 2017 | Сантьяго, Чилі              | Челленджер | Ґрунт    | Ніколас Джаррі      | 7–5, 6–3                 |
| Перемога  | 19–15 | Кві 2017 | Панама, Панама              | Челленджер | Ґрунт    | Педжа Крстин        | 6–2, 6–4                 |
| Поразка   | 19–16 | Тра 2017 | Бордо, Франція              | Челленджер | Ґрунт    | Стів Дарсіс         | 6–7(2–7), 6–4, 5–7       |
| Перемога  | 20–16 | Січ 2019 | Playford, Австралія         | Челленджер | Тверде   | Матс Морайнґ        | 6–3, 6–2                 |
| Поразка   | 20–17 | Сер 2019 | Ліберець, Чехія             | Челленджер | Ґрунт    | Нікола Милоєвич     | 3–6, 6–3, 4–6            |

### Парний розряд: 35 (13–22)
| Легенда (парний розряд)   |
| ------------------------- |
| Тур ATP Челленджер (4–15) |
| Тур ITF Ф'ючерс (9–7)     |

| Титули за покриттям |
| ------------------- |
| Тверде (0–1)        |
| Ґрунт (13–21)       |
| Трава (0–0)         |
| Килим (0–0)         |

| Результат | В-П   | Дата     | Турнір                           | Рівень     | Покриття  | Партнер              | Суперники                                 | Рахунок           |
| --------- | ----- | -------- | -------------------------------- | ---------- | --------- | -------------------- | ----------------------------------------- | ----------------- |
| Поразка   | 0–1   | Тра 2004 | Колумбія F2, Перейра             | Ф'ючерс    | Ґрунт     | Жуліо Сілва          | Лукас Енжіл Андре Гем                     | 4–6, 3–6          |
| Поразка   | 0–2   | Чер 2004 | Італія F10, Кастельфранко-Венето | Ф'ючерс    | Ґрунт     | Жуліо Сілва          | Флавіо Чіполла Алессандро Мотті           | 4–6, 1–6          |
| Перемога  | 1–2   | Вер 2004 | Бразилія F5, Куритиба            | Ф'ючерс    | Ґрунт     | Жуліо Сілва          | Даніел Мело Марсело Мело                  | 6–2, 6–4          |
| Поразка   | 1–3   | Жов 2004 | Бразилія F10, Кампу-Гранді       | Ф'ючерс    | Ґрунт     | Жуліо Сілва          | Лукас Енжіл Андре Гем                     | 0–6, 1–6          |
| Поразка   | 1–4   | Січ 2005 | Сальвадор F1, Сан-Сальвадор      | Ф'ючерс    | Ґрунт     | Марсіу Торріс        | Франсіско Родрігес Скотт Шнаґґ            | 3–6, 6–3, 2–6     |
| Перемога  | 2–4   | Бер 2005 | Бразилія F2, Гуарульюс           | Ф'ючерс    | Ґрунт     | Жуліо Сілва          | Енріке Пінту-Сілва Габрієл Пітта          | 6–2, 6–4          |
| Перемога  | 3–4   | Бер 2006 | Італія F6, Катанія               | Ф'ючерс    | Ґрунт     | Марсело Мело         | Ектор Руїс-Каденас Агустін Тарантіно      | 6–3, 6–1          |
| Перемога  | 4–4   | Кві 2006 | Італія F7, Монтеротондо          | Ф'ючерс    | Ґрунт     | Марсело Мело         | Тобіас Кек Іван Вукович                   | 4–6, 6–4, 6–2     |
| Поразка   | 4–5   | Кві 2006 | Італія F10, Кремона              | Ф'ючерс    | Ґрунт     | Богдан-Віктор Леонте | Жан-Франсуа Башело Давид Гез              | 4–6, 3–6          |
| Поразка   | 4–6   | Тра 2006 | Бразилія F1, Ресіфі              | Ф'ючерс    | Ґрунт (i) | Алешандре Сімоні     | Рафаел Фаріас Габрієл Пітта               | 1–6, 2–6          |
| Поразка   | 4–7   | Тра 2006 | Бразилія F2, Флоріанополіс       | Ф'ючерс    | Ґрунт     | Томас Беллуччі       | Франко Феррейро Габрієл Пітта             | 4–6, 4–6          |
| Перемога  | 5–7   | Чер 2006 | Бразилія F5, Сорокаба            | Ф'ючерс    | Ґрунт     | Франко Феррейро      | Карлос Авельян Томас Беллуччі             | 7–6(7–3), 6–4     |
| Поразка   | 5–8   | Лип 2006 | Богота, Колумбія                 | Челленджер | Ґрунт     | Мартін Віларрубі     | Даніель Гарса Мікаель Кінтеро             | 6–7(6–8), 4–6     |
| Перемога  | 6–8   | Жов 2006 | Кіто, Еквадор                    | Челленджер | Ґрунт     | Марсело Мело         | Пабло Куевас Орасіо Себальйос             | 6–3, 6–4          |
| Поразка   | 6–9   | Вер 2008 | Севілья, Іспанія                 | Челленджер | Ґрунт     | Флавіо Саретта       | Давід Марреро Пабло Сантос Гонсалес       | 6–2, 2–6, [8–10]  |
| Перемога  | 7–9   | Жов 2008 | Флоріанополіс, Бразилія          | Челленджер | Ґрунт     | Жуліо Сілва          | Рікардо Хосевар Андре Мієле               | 3–6, 6–4, [10–4]  |
| Перемога  | 8–9   | Лис 2008 | Бразилія F27, Порту-Алегрі       | Ф'ючерс    | Ґрунт     | Жуліо Сілва          | Рафаел Камілу Родрігу Гідолін             | 6–4, 6–3          |
| Перемога  | 9–9   | Лис 2008 | Бразилія F28, Гуарульюс          | Ф'ючерс    | Ґрунт     | Жуліо Сілва          | Марк Ораду Філіпп Фрессіну                | 3–6, 6–2, [10–6]  |
| Поразка   | 9–10  | Бер 2009 | Сантьяго, Чилі                   | Челленджер | Ґрунт     | Флавіо Саретта       | Себастьян Прієто Орасіо Себальйос         | 6–7(2–7), 2–6     |
| Поразка   | 9–11  | Тра 2009 | Блуменау, Бразилія               | Челленджер | Ґрунт     | Жуліо Сілва          | Марсело Демолінер Родрігу Гідолін         | 5–7, 6–4, [11–13] |
| Поразка   | 9–12  | Сер 2009 | Кампус-ду-Жордан, Бразилія       | Челленджер | Тверде    | Жуліо Сілва          | Джошуа Гудолл Сем Грот                    | 6–7(4–7), 3–6     |
| Поразка   | 9–13  | Вер 2009 | Палермо, Італія                  | Челленджер | Ґрунт     | П'єрр-Людовік Дюкло  | Мартін Фішер Філіпп Освальд               | 3–6, 6–7(4–7)     |
| Перемога  | 10–13 | Лип 2010 | Бразилія F13, Araçatuba          | Ф'ючерс    | Ґрунт     | Кайо Замп'єрі        | Карлос Олівейра Фернандо Ромболі          | 7–6(9–7), 6–4     |
| Перемога  | 11–13 | Лип 2010 | Бразилія F16, Жундіаї            | Ф'ючерс    | Ґрунт     | Жуліо Сілва          | Марсело Демолінер Родрігу Гідолін         | 6–3, 6–2          |
| Перемога  | 12–13 | Сер 2010 | Кампус-ду-Жордан, Бразилія       | Челленджер | Ґрунт     | Жуліо Сілва          | Вітор Манзіні Педру Зербіні               | 7–6(7–3), 6–2     |
| Поразка   | 12–14 | Бер 2011 | Салінас, Еквадор                 | Челленджер | Ґрунт     | Жоао Соуза           | Факундо Баньїс Федеріко Дельбоніс         | 2–6, 1–6          |
| Поразка   | 12–15 | Кві 2012 | Сантус, Бразилія                 | Челленджер | Ґрунт     | Жуліо Сілва          | Андрес Мольтені Марко Трунгелліті         | 4–6, 3–6          |
| Поразка   | 12–16 | Жов 2013 | Буенос-Айрес, Аргентина          | Челленджер | Ґрунт     | Андре Гем            | Максімо Гонсалес Дієго Шварцман           | 3–6, 5–7          |
| Поразка   | 12–17 | Лис 2013 | Монтевідео, Уругвай              | Челленджер | Ґрунт     | Андре Гем            | Пабло Куевас Мартін Куевас                | w/o               |
| Поразка   | 12–18 | Лис 2015 | Ліма, Перу                       | Челленджер | Ґрунт     | Жоао Соуза           | Андрей Мартін Ганс Подліпнік Кастільйо    | 3–6, 4–6          |
| Поразка   | 12–19 | Кві 2016 | Барлетта, Італія                 | Челленджер | Ґрунт     | Флавіо Чіполла       | Юган Брунстрем Андреас Сільєстрем         | 6–0, 4–6, [8–10]  |
| Перемога  | 13–19 | Чер 2016 | Перуджа, Італія                  | Челленджер | Ґрунт     | Андрес Мольтені      | Ніколас Баррієнтос Фабрісіо Нейс          | 7–5, 6–3          |
| Поразка   | 13–20 | Вер 2016 | Сантус, Бразилія                 | Челленджер | Ґрунт     | Фабрісіо Нейс        | Максімо Гонсалес Серхіо Гальдос           | 3–6, 7–5, [12–14] |
| Поразка   | 13–21 | Лип 2019 | Перуджа, Італія                  | Челленджер | Ґрунт     | Шимон Валькув        | Томислав Бркич Анте Павич                 | 4–6, 3–6          |
| Поразка   | 13–22 | Лис 2020 | Сан-Паулу, Бразилія              | Челленджер | Ґрунт     | Фернандо Ромболі     | Луїс Давід Мартінес Феліпе Малігені Алвеш | 3–6, 3–6          |

## Досягнення в одиночних змаганнях
| W | Ф | ПФ | ЧФ | #Р | КТ | К# | DNQ | A | NH |

| Турніри Великого шлему                 |     |     |     |     |     |     |     |     |     |        |      |      |
| Відкритий чемпіонат Австралії з тенісу |     | К3р | К1р |     |     |     | 2р  | 1р  | К1р | 0 / 2  | 1–2  | 33 % |
| Відкритий чемпіонат Франції з тенісу   |     | 1р  | 1р  | К2р |     | 1р  | 2р  | 1р  | К1р | 0 / 5  | 1–5  | 17 % |
| Вімблдонський турнір                   | К2р | К1р | 1р  | К2р |     | 1р  | 1р  |     | К2р | 0 / 3  | 0–3  | 0 %  |
| Відкритий чемпіонат США з тенісу       | 2р  | 2р  | 2р  | К1р |     | 1р  | 1р  | К1р | К1р | 0 / 5  | 3–5  | 38 % |
| В-П                                    | 1–1 | 1–2 | 1–3 | 0–0 | 0–0 | 0–3 | 2–4 | 0–2 | 0–0 | 0 / 15 | 5–15 | 25 % |